# Hey You (canção de Pink Floyd)
"Hey You" é uma canção do grupo musical britânico de rock progressivo Pink Floyd, com a sua letra original redigida em inglês. Foi lançada originalmente no álbum de 1979 The Wall. A música fala sobre um trecho do história do personagem Pink, já tendo abandonado a sociedade e pedindo por ajuda de alguém fora de seu muro. O grito "Hey You" fica mais e mais desesperado, provando que Pink se arrepende do abandono da sociedade e se desespera enquanto vê que não tem esperança.

## Créditos
David Gilmour – violão, guitarra elétrica, vocalista no primeiro verso, baixo 

Nick Mason – bateria 

Roger Waters – vocalista no segundo verso 

Richard Wright – órgão, Piano Rhodes, sintetizador